# تانيا أكوستا
تانيا أكوستا (11 مارس 1991 في الأرجنتين - ) (بالإسبانية: Tanya Acosta)‏ هي لاعبة كرة طائرة الأرجنتين في مركز مهاجم ‏. شاركت في الكرة الطائرة في الألعاب الأولمبية الصيفية 2016.

## وصلات خارجية
- تانيا أكوستا على موقع عالم الكرة الطائرة (الإنجليزية)
- تانيا أكوستا على موقع اللجنة الأولمبية الدولية (الإنجليزية)
- تانيا أكوستا على موقع أوليمبيديا (الإنجليزية)
- تانيا أكوستا على موقع اللجنة الأولمبية الأرجنتينية (الإسبانية)